# Сандрінгем
Сандрінґем (англ.  Sandringham) — село і прихід на заході графства Норфолк (Англія). Належить до району Кінгс-Лінн-енд-Уест-Норфолк. Село найбільш відоме палацом, резиденцією британських монархів.
Село з прилеглими землями і палацом було придбане королевою Вікторією на прохання спадкоємця, принца Уельського, в 1861 році. Кілька британських монархів використовували палац як зимову резиденцію під час мисливського сезону. У палаці помер Георг VI в 1952 році.
Костел був відновлений в 1857 році. На церковному подвір'ї знаходиться каплиця, збудована в 1866 році на гроші принца Уельського. У селі знаходиться церква святої Марії Магдалини XVI століття, в якій були хрещені Георг VI, Марія Великобританська, Олаф V, Джон Великобританський, Євгенія Йоркська, принцеса Діана і Шарлотта Кембридзька.

## Галерея

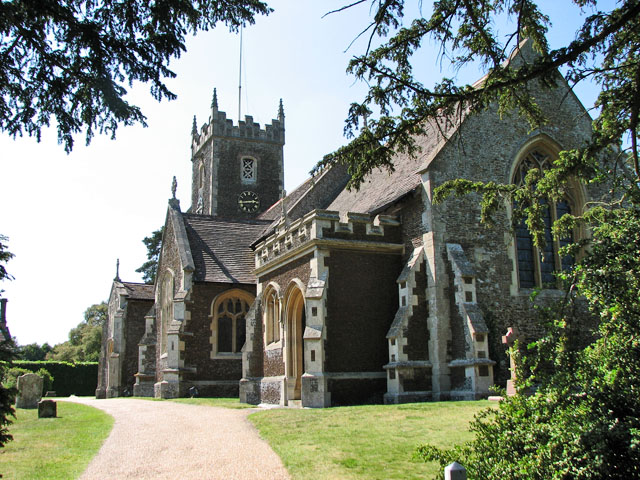
Церква Святої Марії Магдалини
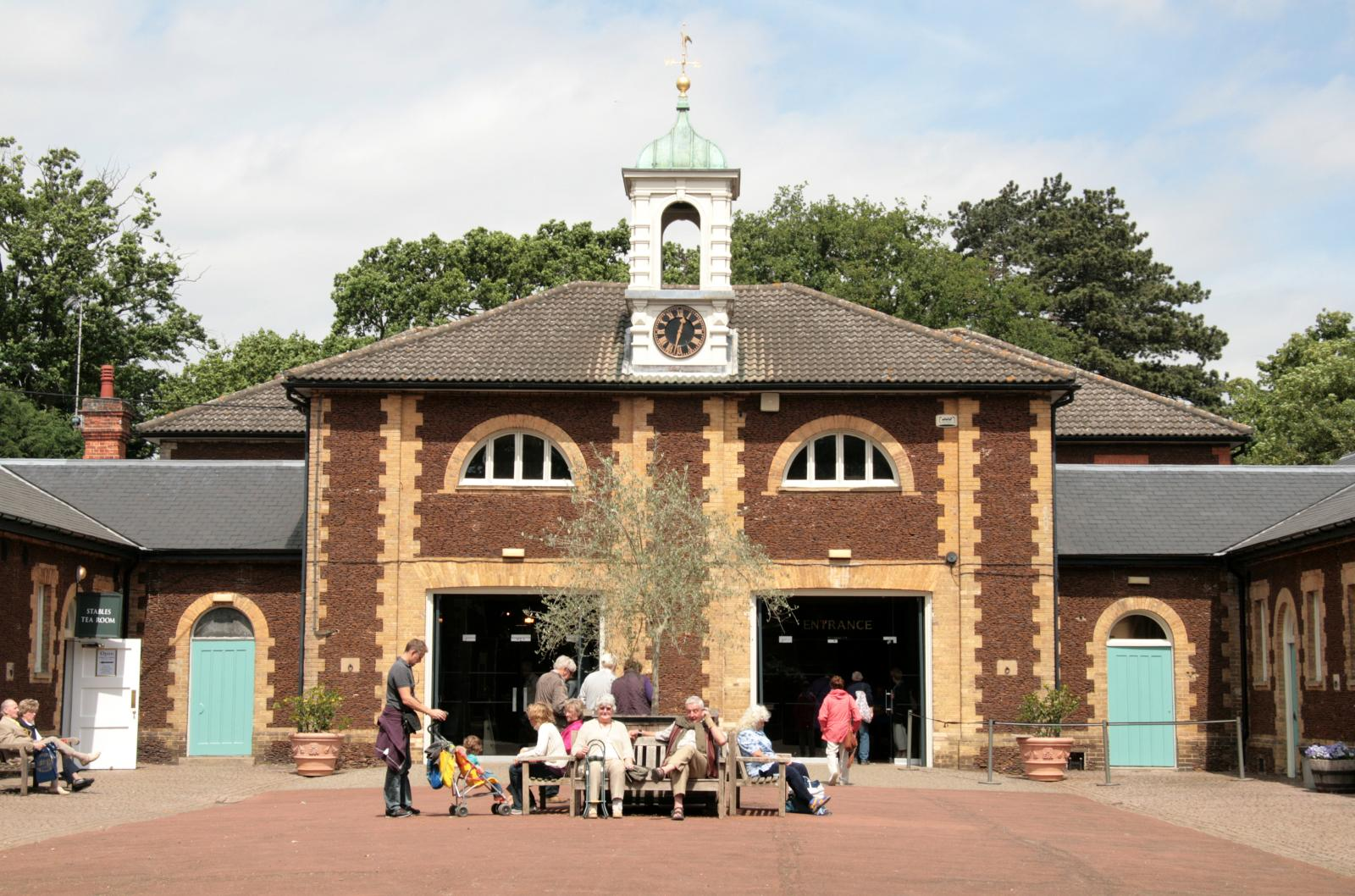
Музей
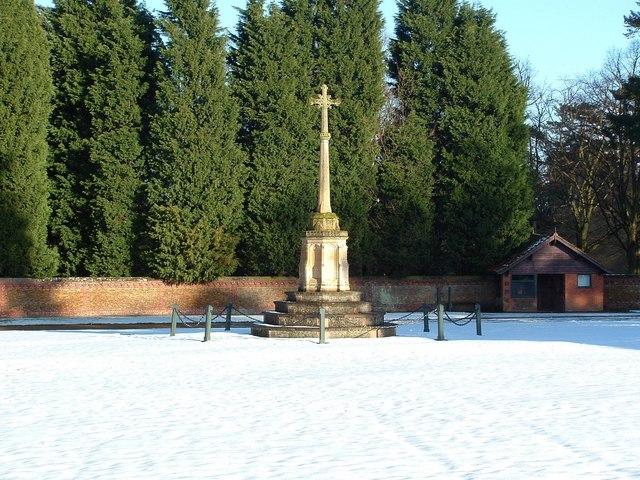
Військовий меморіал